# Numers (Adelsgeschlecht)

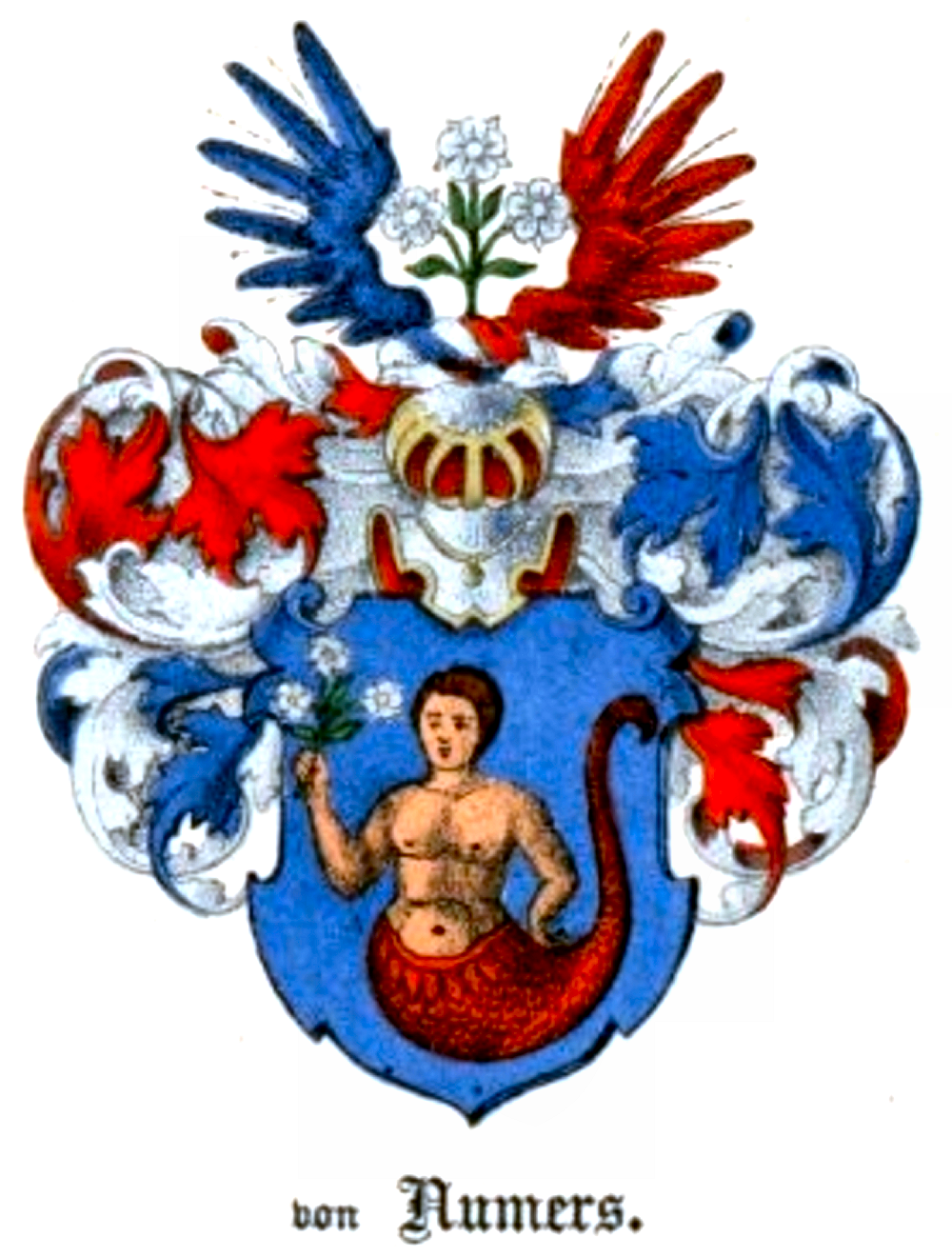
Wappen (1653) derer von Numers

Numers ist der Name eines schwedisch-finnländischen und deutsch-baltischen Adelsgeschlechts.

## Geschichte
Die Stammreihe des Geschlechts beginnt mit dem Schiffer, Schonenfahrer und Kaufmann in Lübeck, Lorenz Numers († 1602). Sein gleichnamiger Enkel, der Bürger, Kaufmann und Ratsherr, nachmals Bürgermeister und Burggraf von Narwa Lorenz Numers († 1671) wurde am 20. August 1653 mit dem Prädikat „von Numers“ in den schwedischen Adelsstand erhoben und 1654 bei der Adelsklasse der schwedischen Ritterschaft (Nr. 596) introduziert.
Gustaf von Numers (1715–1780) stieg in den erblichen russischen Adel auf und wurde 1742 bei der livländischen Ritterschaft immatrikuliert.
Der schwedische Generalmajor Gustaf von Numers (1752–1826) und seine Neffen, die Brüder Claes Johann von Numers (1774–1856), schwedischer Kapitän und Jakob Reinhold von Numers (1778–1842), schwedischer Major wurden am 30. Januar 1818 in die Adelsklasse der finnländischen Ritterschaft (Nr. 50) immatrikuliert.
Die Geschwister und Adoptivkinder von Gideon von Numers auf Idwen (1833–1913), Elisabeth (1872–1961) und Bertram von Bunge (1873–1954) wurden 1884 mit Namen und Wappen „von Numers“ bei der livländischen Ritterschaft immatrikuliert.

## Güterbesitz
In Estland besaß die Familie im Kreis Wesenberg, Kirchspiel Waiwara von 1655 bis 1701 die Güter Samokras und Wallisaar.
In Livland gehörten ab 1762 Magnushof im Kirchspiel Dünamünde und von ca. 1750 bis 1781 Bellenhof im Kirchspiel Neuermühlen, beide im Kreis Riga, schließlich von 1762 bis 1913 Idwen im Kreis Wolmar, Kirchspiel Salisburg zum Familienbesitz.

## Angehörige
- Gideon von Numers (1650–1708), schwedischer Vizeadmiral
- Johann von Numers (1711–1784), russischer General en chef
- Gustaf von Numers (1715–1780), russischer Generalleutnant
- Gustaf von Numers (1752–1826), schwedischer Generalmajor
- Carl Johann von Numers (1757–1822), livländischer Landmarschall
- Hedvig von Numers (1830–1863), schwedische Schriftstellerin
- Lorenz von Numers (* 1835; † nach 1917), russischer Generalmajor
- Gustaf von Numers (1848–1913), finnischer Dramatiker
- Sigurd von Numers (1903–1983), finnischer Diplomat
- Gustaf von Numers (1912–1978), finnischer Heraldiker
- Lorenz von Numers (1913–1994), finnisch-schwedischer Journalist und Schriftsteller

## Wappen
Das Wappen (1653) zeigt in Blau einen natürlichen Meermann mit rotem Schuppenschwanz, in der Rechten drei silberne Rosen an einem grünen Blattstängel haltend. Auf dem Helm mit rechts rot-silbernen und links blau-silbernen Decken die Rosen am Stängel zwischen einem offenen, rechts blauen und links rotem Flug.